# Guldbagge 1986
La 21ª edizione del Premio Guldbagge si è svolta a Stoccolma il 27 gennaio 1986.

## Vincitori
Miglior film
- La mia vita a quattro zampe (Mitt liv som hund), regia di Lasse Hallström

Miglior regista
- Hans Alfredson - Falsk som vatten

Miglior attrice
- Malin Ek - Falsk som vatten

Miglior attore
- Anton Glanzelius - La mia vita a quattro zampe (Mitt liv som hund)

Premio Speciale
- Per Carleson, Christer Furubrand, Peter Holthausen e Wille Peterson-Berger

Premio Ingmar Bergman
- Kerstin Eriksdotter